# Akkemay
Akkemay Elderenbos dite Akkemay, née le 28 octobre 1968 aux Pays-Bas,, est une actrice et enseignante néerlandaise.

## Filmographie

### Cinéma et téléfilms
- 1982 : Menuet : Eva
- 1984 : Schatjes! (nl) : Madelon Gisberts
- 1986 : L'assaut : Sandra
- 1991 : Vrienden voor het leven (nl) : Trude
- 1992 : Niemand de deur uit (nl) : La caissière
- 1993 : Oppassen!!! (nl) : L'infirmière
- 1994 : Vrouwenvleugel (nl) : La femme n°1
- 1997-1999 : Kees & Co. (nl) : Deux rôles (Christine et Sjaan)